# Лесная Поляна (Калязинский район)
Лесная Поляна — поселок в Калязинском районе Тверской области. Входит в состав Алфёровского сельского поселения.

## География
Находится в юго-восточной части Тверской области на расстоянии приблизительно 2 км на восток по прямой от районного центра города Калязин в лесном массиве.

## История
Была отмечена на карте 1941 года как Чигиревский лесопункт с 4 дворами, в 1978 как Пригородное лесничество .

## Население
Численность населения: 61 человек(русские 93 %) в 2002 году, 58 в 2010.